# Locarno
Locarno er en schweizisk by, den tredjestørste i den italiensktalende kanton Ticino. Byen har 16.012(2017) indbyggere og ligger ved nordenden af Lago Maggiore.
Byen er kendt som turistmål (mest for indenlandsk, schweizisk turisme) og for at være vært for en årlig filmfestival – Festival internazionale del film di Locarno.

## Verzasca
I en tilstødende dal, Verzasca-dalen, ligger Verzasca-dæmningen, bygget tværs over dalen. Dæmningen dæmmer op for Verzasca-floden og skaber derved den kunstige sø Lago di Vogorno, ca. 2 km fra Lago Maggiore. Ved dæmningen er et vanddrevet kraftværk, der kan levere op til 105 MW. Dæmningen og kraftværket blev bygget i årene 1961 – 1965 og blev taget i brug så snart reservoiret var fyldt.
Dæmningen er et populært mål for bungy-jumpere. Dette tog sin begyndelse efter at en James Bond-stuntman sprang ud herfra i åbningsscenen i filmen GoldenEye fra 1995.